# Manuk
Manuk je dlouhodobě nečinná sopka a menší neobývaný ostrov v Indonésii, nacházející se ve východní části Bandského moře. Ostrov je vrchol 3 000 m vysokého stratovulkánu, jehož většina je ukryta pod mořskou hladinou. Zároveň se jedná o nejvýchodnější sopku Bandského moře. Kdy došlo k poslední erupci, není známo. Kráter a jeho západní okraj vykazují známky silné hydrotermální metamorfózy. Vyskytují se tam četné fumaroly, u nichž dochází k vysrážení síry. Ta byla v minulosti těžena čínskými obchodníky.